# Kévin Boli
Kévin Boli (Lens, 21 juni 1991) is een Frans-Ivoriaans voetballer die als centrale verdediger speelt.

## Clubcarrière
Boli speelde in de jeugd voor RC Lens en CS Sedan. Op 30 september 2011 debuteerde hij voor Sedan in de Ligue 2 in het Stade Louis II tegen AS Monaco. Na 41 competitiewedstrijden in het shirt van Sedan verhuisde hij in 2013 naar Mouscron-Péruwelz. Op 10 augustus 2013 debuteerde hij voor zijn nieuwe club in de tweede klasse tegen White Star Bruxelles. In 2014 promoveerde Boli met de Henegouwers naar de Jupiler Pro League. Vanaf de zomer van 2015 komt hij uit voor het Roemeense FC Viitorul.

## Statistieken
| Seizoen | Club                  | Land      | Competitie         | Duels | Doelp. |
| ------- | --------------------- | --------- | ------------------ | ----- | ------ |
| 2011/12 | CS Sedan              | Frankrijk | Ligue 2            | 13    | 0      |
| 2012/13 | CS Sedan              | Frankrijk | Ligue 2            | 28    | 2      |
| 2013/14 | Royal Excel Moeskroen | België    | Proximus League    | 32    | 1      |
| 2014/15 | Royal Excel Moeskroen | België    | Jupiler Pro League | 23    | 1      |
| 2015/16 | FC Viitorul           | Roemenië  | Liga 1             | 28    | 1      |
| 2016/17 | FC Viitorul           | Roemenië  | Liga 1             | 33    | 3      |
| 2017/18 | FC Viitorul           | Roemenië  | Liga 1             | 7     | 0      |
| 2017/18 | CFR Cluj              | Roemenië  | Liga 1             | 14    | 0      |
| 2018    | Guizhou Hengfeng      | China     | China Super League | 12    | 1      |
| Totaal  | Totaal                | Totaal    | Totaal             | 191   | 9      |